# Game Boy
Game Boy (GB) là một máy chơi trò chơi điện tử cầm tay 8-bit do Nintendo phát triển và phát hành. Đây là hệ máy đầu tiên trong Dòng Game Boy, máy phát hành lần đầu tiên tại Nhật Bản ngày 21 tháng 4 năm 1989, sau đó 3 tháng sau ra mắt ở Bắc Mỹ và cuối cùng là ra mắt ở châu Âu gần 1 năm sau. Gameboy được thiết kế bởi cùng một nhóm đã phát triển Game & Watch và nhiều trò chơi của hệ máy Nintendo Entertainment System: Okada Satoru,Yokoi Gunpei và Nintendo Research & Development 1.
Game Boy là máy chơi trò chơi cầm tay thứ hai của Nintendo, máy kết hợp các tính năng từ NES và phần cứng của Game & Watch. Máy có màn hình ma trận điểm màu xanh tối với độ tương phản có thể điều chỉnh, bốn nút điều khiển (phím điều hướng, hai nút trò chơi và nút START/SELECT), một loa đơn với nút xoay điều chỉnh âm lượng, và như các đối thủ, máy sử dụng hộp băng ROM là phương tiện vật lý. Máy phối màu từ hai tông xám với các điểm nhấn đen, xanh dương và nâu. Tất cả các góc máy có hình chữ nhật dọc, bo tròn mềm mại, phía dưới bên phải uốn cong nhẹ. Khi ra mắt, máy bán dưới dạng độc lập hoặc đi kèm với một trong số các trò chơi: Super Mario Land hoặc Tetris. Một số phụ kiện cũng phát triển theo đó, bao gồm túi đựng, Game Genie và máy in.
Mặc dù về mặt kỹ thuật, máy kém hơn các đối thủ cạnh tranh cùng thế hệ thứ tư (Game Gear của Sega, Lynx của Atari, và TurboExpress của NEC), Game Boy nhận nhiều lời khen nhờ tuổi thọ pin và độ bền. Máy nhanh chóng bán chạy hơn đối thủ, với một triệu máy bán ra tại Mỹ chỉ trong vòng vài tuần. Game Boy và kế nhiệm, Game Boy Color, bán ra khoảng 118 triệu máy trên toàn thế giới. Đây là một trong những thiết bị dễ nhận biết nhất trong thập niên 1980, trở thành một biểu tượng văn hóa. Một số thiết kế lại cũng phát hành trong suốt thời gian tồn tại của máy, bao gồm Game Boy Pocket (1996) và Game Boy Light (1998; chỉ ở Nhật Bản). Việc sản xuất Game Boy vẫn tiếp tục vào đầu những năm 2000, và cuối cùng dừng lại sau khi phát hành kế nhiệm, Game Boy Advance, ra mắt vào năm 2001. Việc sản xuất ngừng hẳn vào năm 2003.

## Phát triển
Kỹ sư trưởng của Nintendo là Yokoi Gunpei và nhóm Nintendo R & D1 đã thiết kế Game Boy. Sau sự nổi tiếng của Nintendo Entertainment System, ông đã tổ chức một cuộc họp với chủ tịch Nintendo, Yamauchi Hiroshi, nói rằng ông có thể tạo ra một máy chơi trò chơi điện từ cầm tay với các trò chơi có thể hoán đổi cho nhau. Sau khi lắng nghe, Yamauchi nói với Yokoi rằng các trò chơi hẳn sẽ rất thú vị và để ông bắt tay vào làm. Tên mã nội bộ ban đầu của Game Boy là Dot Matrix Game, đề cập đến màn hình ma trận điểm, trái ngược với dòng Game & Watch trước đó (do chính Yokoi tạo ra vào năm 1980) đã phân đoạn màn hình LCD được in sẵn bằng lớp phủ, hạn chế mỗi máy chỉ có thể chơi một trò chơi. Tên viết tắt DMG được đưa vào số model của những sản phẩm cuối cùng: "DMG-01". Satoru Okada và Yokoi cùng thiết kế nhưng không có sự đồng thuận. Yokoi cảm thấy rằng máy có thể nhỏ, nhẹ, bền, đem lại thành công và có một thư viện trò chơi dễ nhận biết. Itoi Shigesato đến thăm Nintendo và đặt tên "Game Boy" cho chiếc máy mà Yokoi đang thiết kế. Khi Yokoi giới thiệu máy tại Nintendo, phản ứng ban đầu rất kém, các nhân viên Nintendo đặt cho máy biệt danh "DameGame", trong đó dame (だ め) có nghĩa là "vô vọng" hoặc "không xài được" (dame có nguồn gốc là một thuật ngữ sử dụng trong trò chơi cờ vây, có nghĩa là "lãnh thổ vô nghĩa"). Henk Rogers đưa trò chơi Tetris đến Nintendo of America và thuyết phục chủ tịch Arakawa Minoru chuyển nó lên hệ máy mới , để nó có thể tiếp cận nhiều đối tượng hơn. Arakawa đã đồng ý và kết quả là trò chơi cuối cùng cũng được đóng gói cùng với Game Boy và hệ máy này phát hành tại Nhật Bản vào tháng 4, Bắc Mỹ vào tháng 7 và tháng 9 năm sau đó ở châu Âu.

### Phần cứng

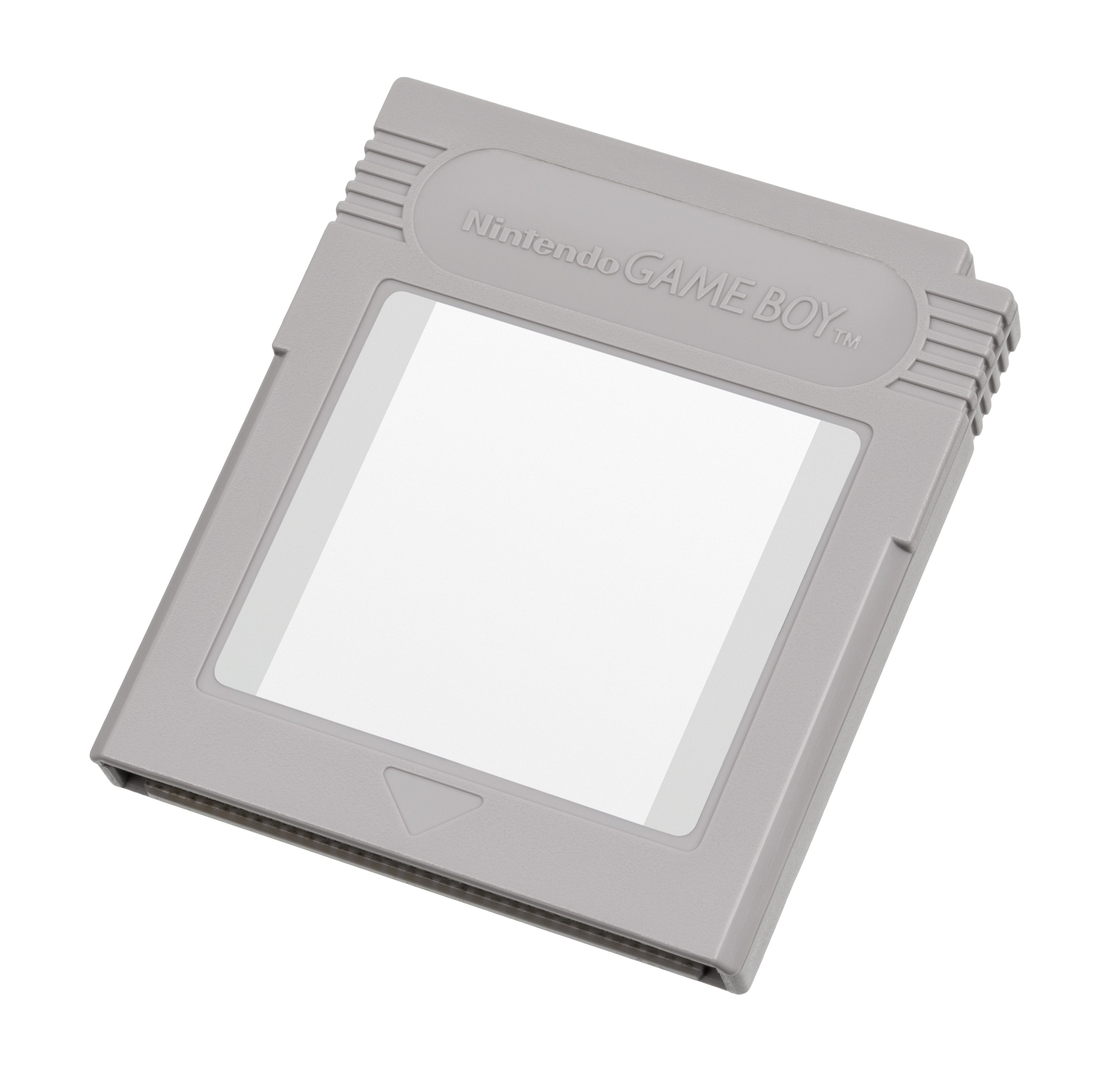
Hộp băng màu xám tiêu chuẩn cho các trò chơi trò chơi Boy gốc, mặc dù các màu sắc và hình dạng khác cũng phát hành song song

Game Boy có bốn nút thao tác có nhãn "A", "B", "START" và "SELECT", cũng như một miếng đệm định hướng (d-pad). Có một nút điều chỉnh âm lượng ở cạnh phải của thiết bị và một nút xoay tương tự ở cạnh trái để điều chỉnh độ tương phản. Ở đầu Game Boy, là một công tắc bật tắt trượt và khe cắm cho hộp băng Game Boy. Công tắc bật tắt bao gồm khóa vật lý để ngăn người dùng lắp hoặc tháo băng trong khi thiết bị đang bật. Nintendo khuyên người dùng nên để một băng trong khe để ngăn bụi bẩn xâm nhập vào máy.
Game Boy cũng có các đầu nối vào và/hoặc đầu ra tùy chọn. Ở phía bên trái của máy là một cổng 3,5 mm × 1,35 mm DC cho phép người dùng sử dụng một thiết bị pin có thể sạc lại hoặc AC adapter (được bán riêng) thay vì bốn pin AA. Game Boy yêu cầu 6V DC ít nhất 150 mA. Một giắc cắm tai nghe stereo 3.5 mm đặt ở cạnh dưới để người dùng nghe âm thanh bằng tai nghe đi kèm hoặc loa ngoài.
Phía bên phải của máy là một cổng để người chơi kết nối với máy Game Boy khác thông qua cáp liên kết, miễn là cả hai người dùng đang chơi cùng một trò chơi. Cổng cũng có thể được sử dụng để kết nối Máy in Game Boy. Cáp liên kết ban đầu được thiết kế để người chơi chơi các trò chơi hai người đối đầu như Tetris. Tuy nhiên, nhà phát triển trò chơi Tajiri Satoshi sau này đã sử dụng công nghệ cáp liên kết như một phương thức giao tiếp và kết nối mạng trong loạt trò chơi Pokémon nổi tiếng.

### Thông số kỹ thuật
| Kích thước          | Khoảng 90 mm (W) × 148 mm (H) × 32 mm (D) / 3.5" × 5.8" × 1.3" |
| Cân nặng            | Khoảng 220 g (7,8 oz) |
| Màn hình            | Màn hình tinh thể lỏng siêu xoắn (STN) nematic phản chiếu 2,6 inch (LCD) Thời lượng trống dọc: Khoảng 1,1 mili giây |
| Kích thước hiển thị | Nguyên bản: 47 mm (1,9 in) by 43 mm (1,7 in) Pocket: 48 mm (1,9 in) by 44 mm (1,7 in) |
| Tốc độ khung hình   | 59.727500569606 Hz |
| Nguồn               | 6 V, 0.7 W (4 pin AA) |
| Thời lượng pin      | Khoảng 15 giờ chơi |
| CPU                 | 8-bit Sharp LR35902 tùy chỉnh tại 4.19 MHz |
| Bộ nhớ              | 8 KiB S-RAM nội bộ (có thể mở rộng lên đến 32 KiB) 8 KiB internal Video RAM On-CPU-Die 256-byte bootstrap ROM; 32 KiB, 64 KiB, 128 KiB, 256 KiB, 512 KiB, 1 MiB, 2 MiB, 4 MiB và băng 8 MiB                                |
| Độ phân giải        | 160 (w) × 144 (h) pixel (10:9 tỷ lệ khung hình) |
| Hỗ trợ bảng màu     | 2-bit (4 sắc thái của "màu xám" (từ xanh nhạt tới xanh đen đậm ô-liu) - Tham khảo: - Bảng màu gốc: 0x0 0x1 0x2 0x3 - Bảng màu Pocket/Light: 0x0 0x1 0x2 0x3                                                                |
| Âm thanh            | Phát sóng 2 xung điện, 1 mẫu sóng PCM 4 bit (64 mẫu 4 bit được phát trong kênh 1 × 64 bank hoặc 2 × 32 bank), 1 bộ tạo nhiễu và một đầu vào lấy âm thanh từ băng. Máy chỉ có một loa, nhưng tai nghe xuất ra âm thanh nổi. |
| Đầu vào             | - Nút điều hướng tám hướng - Bốn nút hành động (A, B, Start, Select) - Chiết áp âm lượng - Chiết áp tương phản - Nút nguồn - I / O nối tiếp ("Cáp liên kết"): 512 kbit/s với tối đa 4 kết nối nối tiếp - Băng I/O          |

## Các phiên bản khác

### Play It Loud!

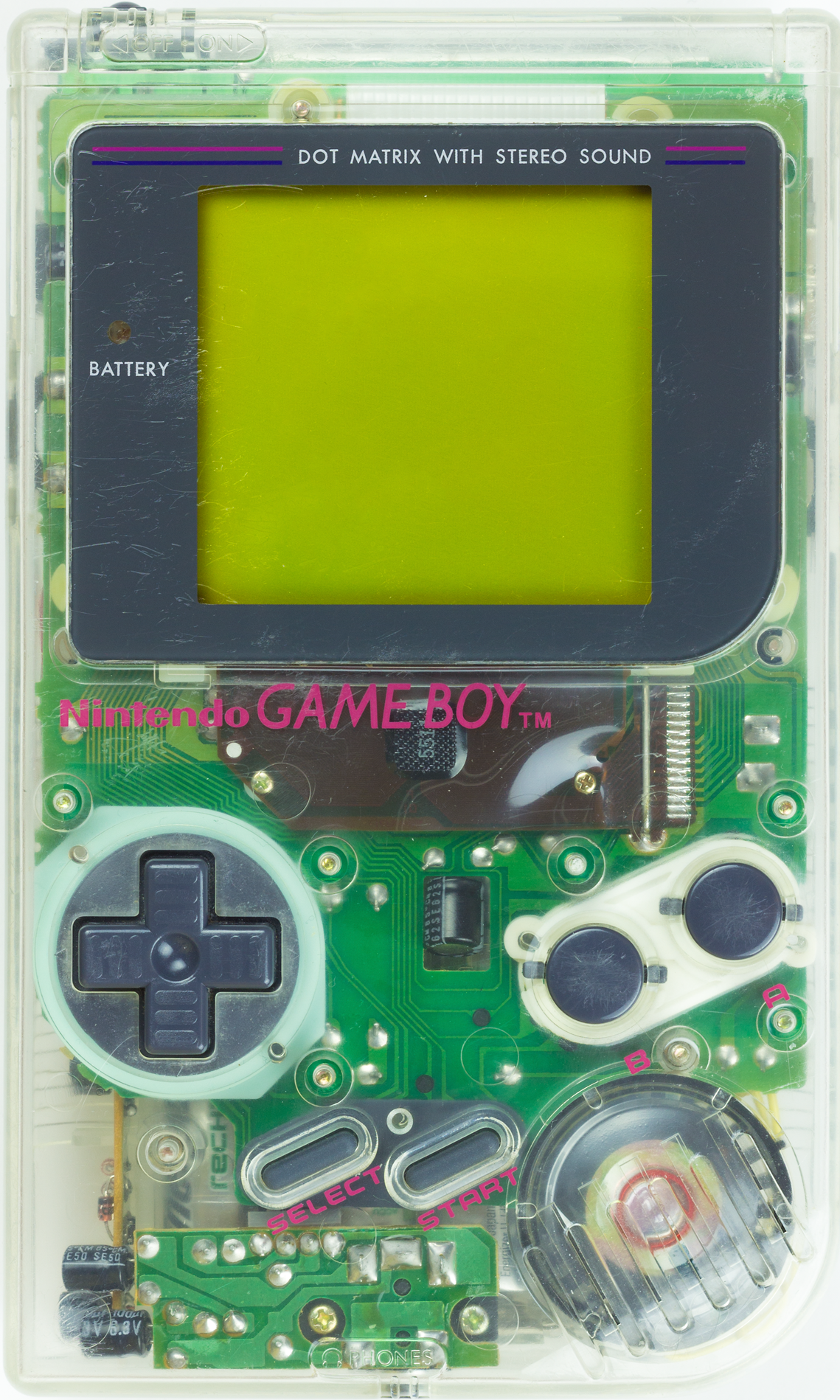
"Play It Loud!!" Game Boy trong suốt, phiên bản Bắc Mỹ

Ngày 20 tháng 3 năm 1995, Nintendo phát hành một số mẫu Game Boy với vỏ có màu, quảng cáo chúng trong chiến dịch "Play It Loud!", được biết đến ở Nhật Bản với tên Game Boy Bros. Thông số kỹ thuật vẫn giống hệt như Game Boy ban đầu, bao gồm cả màn hình đơn sắc. Dòng Game Boy màu mới này tạo nên một tiền lệ cho các thiết bị cầm tay Nintendo sau này; các thiết bị chơi trò chơi sẽ phát hành nhiều hơn một màu. Play It Loud ra mắt với màu đỏ, xanh lá cây, đen, vàng, trắng, xanh lam và trong suốt hoặc đôi khi gọi là X-Ray ở Anh. Phổ biến nhất là màu vàng, đỏ, trong và đen, Xanh lá cây khá khan hiếm nhưng xanh và trắng là hiếm nhất. Xanh phát hành độc quyền ở châu Âu và Nhật Bản, White phát hành đa số ở Nhật Bản trong các cửa hàng Toys R Us của UK cũng làm một phiên bản độc quyền của riêng họ. Màu trắng vẫn là màu hiếm nhất trong tất cả các màu Play it Loud. Một phiên bản giới hạn hiếm hoi của Manchester United Game Boy có màu đỏ, với logo của đội được khắc trên đó. Máy phát hành đồng thời với Play it Loud! ở Anh. Màn hình của Play It Loud cũng có viền tối hơn so với Game Boy bình thường.

### Game Boy Pocket

Logo của máy Game Boy Pocket

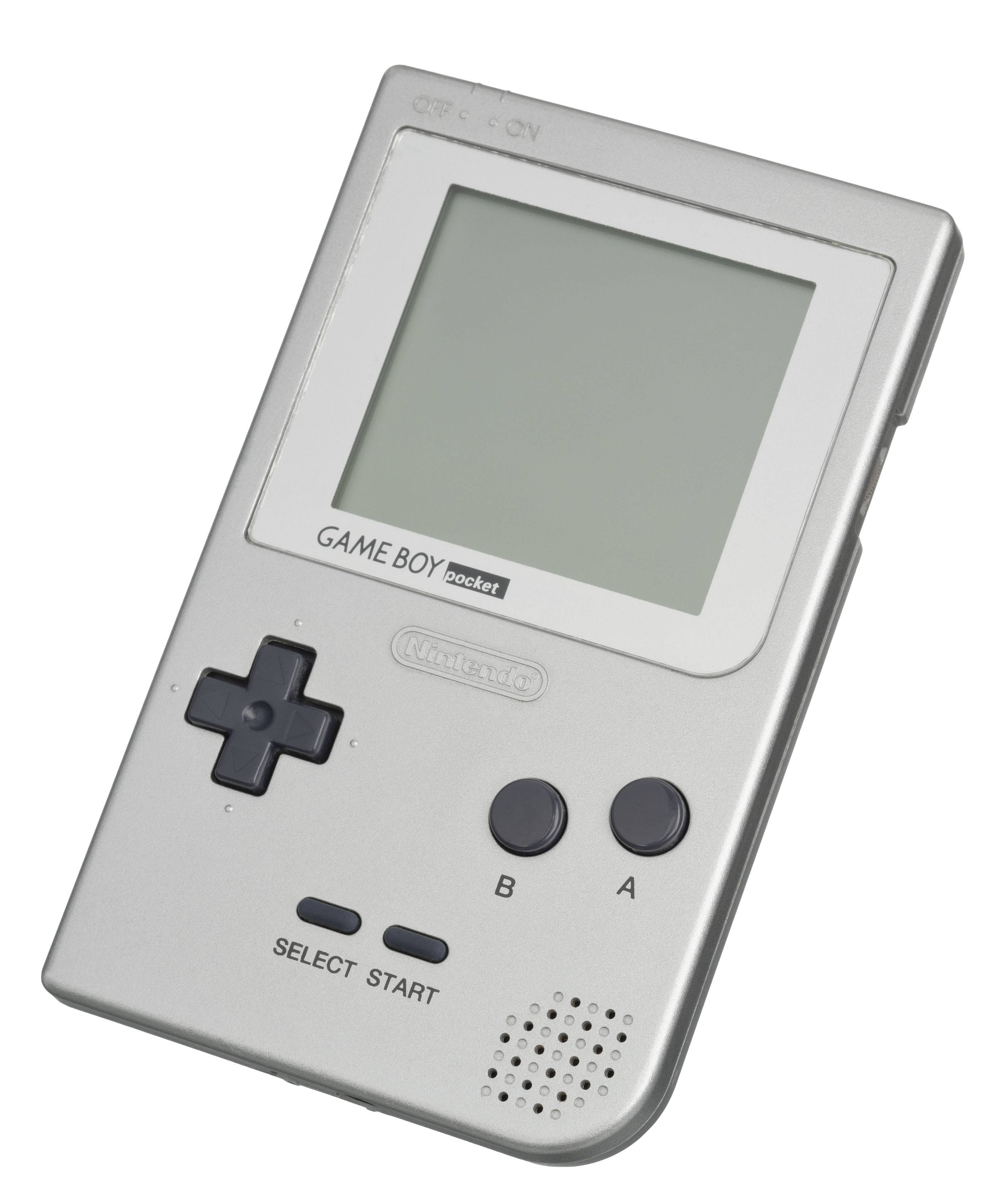
Game Boy Pocket

Ngày 21 tháng 7 năm 1996, Nintendo phát hành Game Boy Pocket nhỏ hơn, nhẹ hơn và cần ít pin hơn. Máy chỉ có đủ không gian cho hai pin AAA, với khoảng 10 giờ chơi. Máy cũng có cổng 3 volt, 2.35 mm x 0,75 mm giắc cắm DC dùng để cắm điện cấp năng lượng cho máy. Game Boy Pocket có cổng liên kết nhỏ hơn, cần một bộ chuyển đổi để liên kết với các Game Boy cũ. Các cổng có thiết kế chung cho tất cả dòng tiếp theo của Game Boy, trừ Game Boy Micro. Màn hình lúc này đã thay đổi thành trắng-đen, chứ không phải là màu "súp đậu" ban đầu. ngoài ra, các Game Boy Pocket (GBP) có màn hình lớn hơn so với Game Boy Pocket Color (GBC). Màn hình của GBP làchéo 65 mm (2,56 in), rộng 48,5 mm (1,91 in), và cao 43,5 mm (1,71 in), so với 59 mm (2,32 in) đường chéo của GBC. Mặc dù giống như tiền nhiệm, Game Boy Pocket không có đèn để chơi trong bóng tối, máy cải thiện tầm nhìn và phản ứng thời gian điểm ảnh (chủ yếu là loại bỏ hiện tượng bóng mờ). phiên bản đầu tiên đã không có đèn LED nguồn. Do nhu cầu người dùng, máy nhanh chóng bổ sung thêm tính năng và cùng lúc phát hành Game Boy Pocket màu mới (ngày 28 năm 1997). Game Boy Pocket có một số phiên bản giới hạn, bao gồm bản vàng ánh kim độc quyền  Nhật Bản. Game Boy Pocket không phải là hệ máy mới và vẫn sử dụng chung thư viện một phần mềm như Game Boy bản đầu.
Một phiên bản "xương xẩu" của Famitsu xuất hiện vào năm 1997, chỉ có 5.000 máy, và một phiên bản màu vàng trong suốt.

### Game Boy Light

Logo của máy Game Boy light

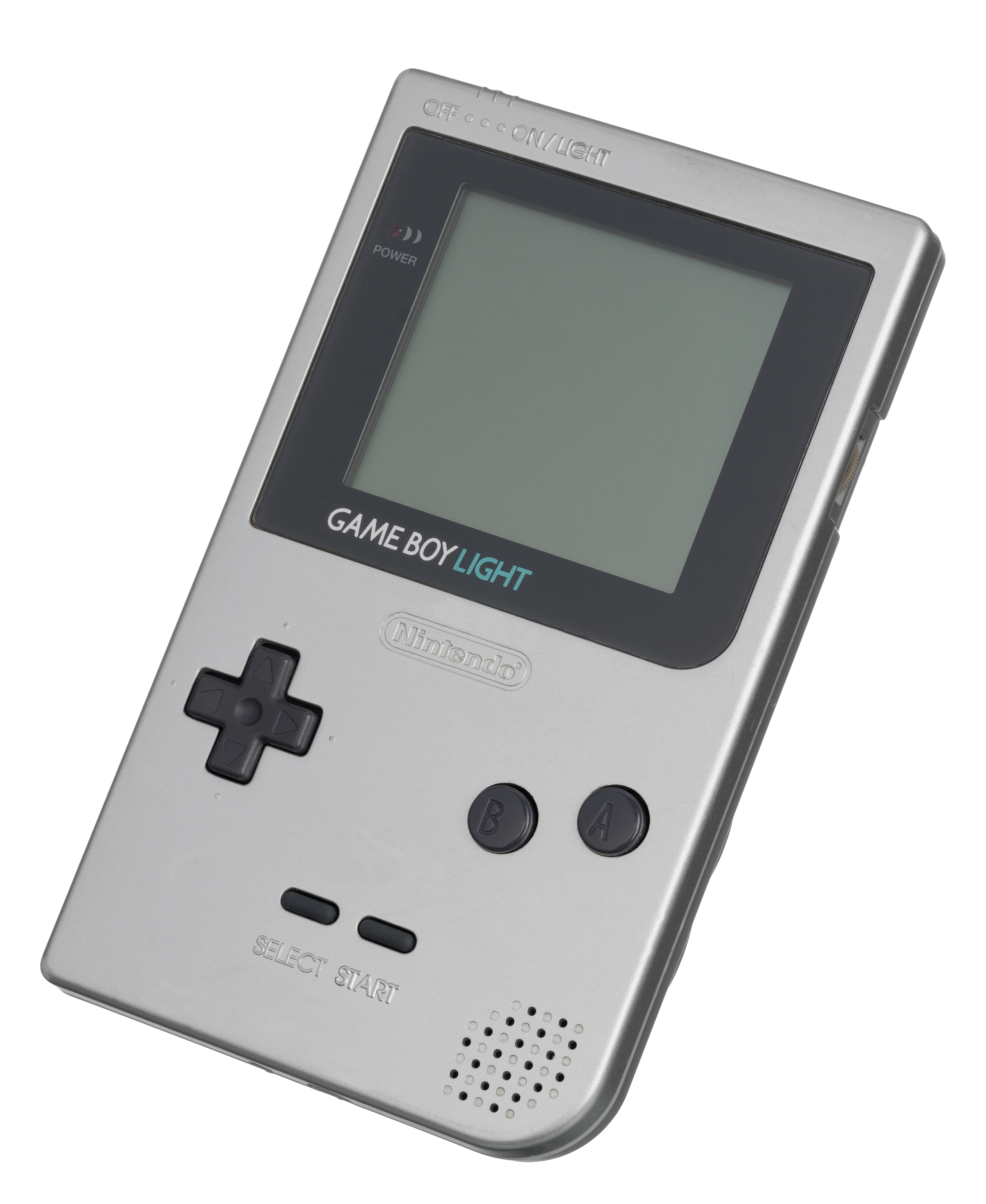
Game Boy Light

Game Boy Light phát hành vào ngày 14 tháng 4 năm 1998, chỉ ở Nhật Bản. Giống như Game Boy Pocket, có giá ¥ 6.800. Game Boy Light chỉ hơi lớn hơn so với Game Boy Pocket và có đèn nền công nghệ LED trong điều kiện ánh sáng yếu. Sử dụng 2 pin AA sẽ chơi được 20 giờ nếu tắt đèn và 12 giờ nếu bật. Có sẵn hai màu tiêu chuẩn, vàng và bạc. Máy cũng có nhiều phiên bản đặc biệt, bao gồm phiên bản Astro Boy với vỏ trong suốt và hình ảnh của Astro Boy in trên đó, phiên bản Osamu Tezuka World với vỏ màu đỏ trong suốt và hình ảnh các nhân vật của ông, và một phiên bản Pokémon Center Tokyo màu vàng đậm.

## Trò chơi

#### Những tựa trò chơi đã ra mắt
Game Boy phát hành cùng với sáu tựa trò chơi ra mắt, được liệt kê trong bảng dưới đây:
| Tựa              | Nhật Bản | Bắc Mỹ | Châu Âu | Chú thích                                          |
| ---------------- | -------- | ------ | ------- | -------------------------------------------------- |
| Super Mario Land | Có       | Có     | Có      | trò chơi Platform trong dòng Super Mario           |
| Alleyway         | Có       | Có     | Có      | Breakout clone                                     |
| Baseball         | Có       | Có     | Có      | trò chơi thể thao, chuyển từ trò chơi NES bản1984  |
| Yakuman          | Có       | Không  | Không   | trò chơi Mahjong                                   |
| Tetris           | Không    | Có     | Có      | Chuyển thể từ trò chơi puzzle năm 1984             |
| Tennis           | Không    | Có     | Không   | trò chơi thể thao, chuyển từ trò chơi NES bản 1984 |

## Tiếp nhận

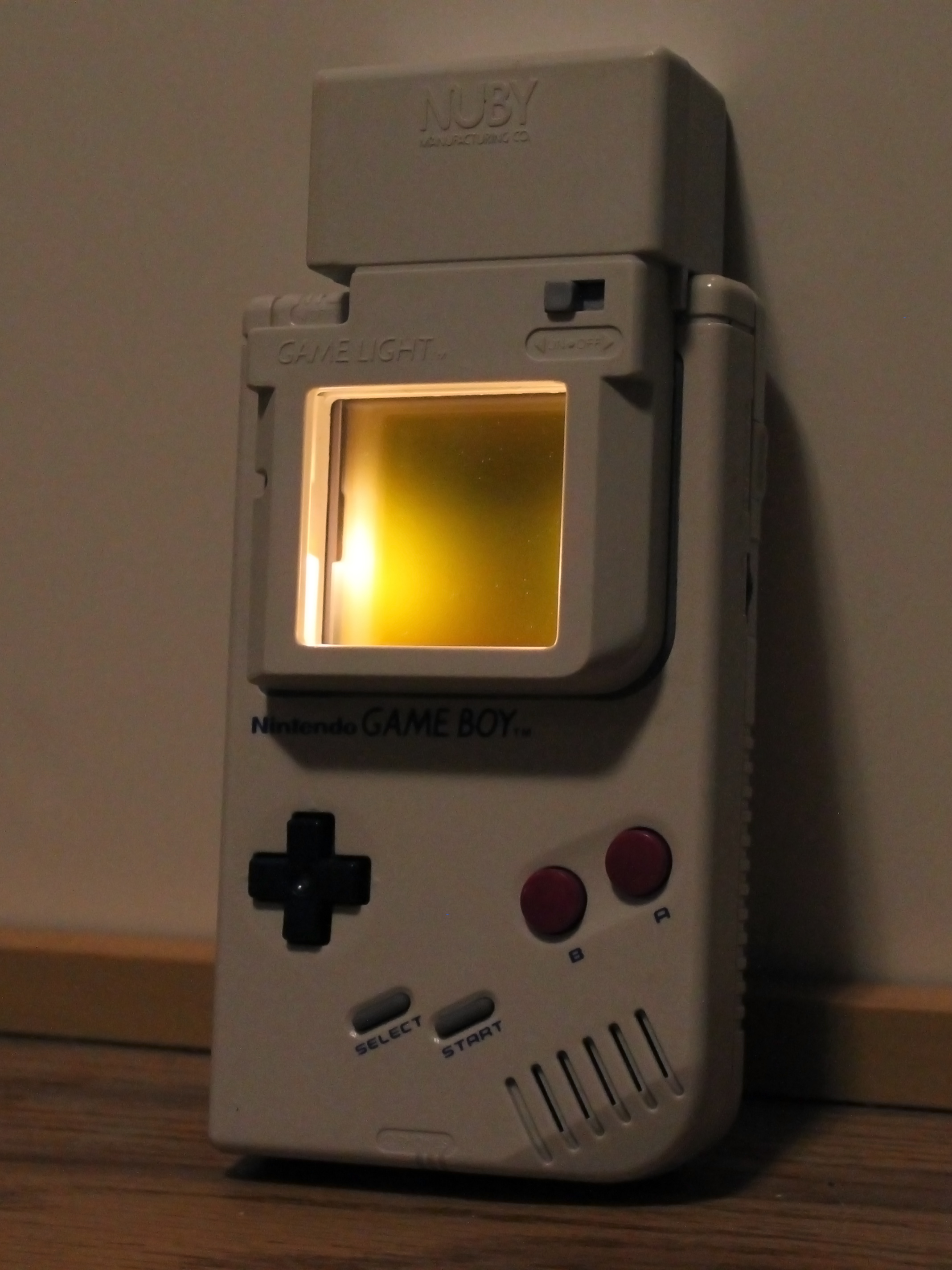
Game Boy ban đầu thiếu đèn nền, vì vậy nhiều tiện ích bổ sung của bên thứ ba đã được tạo ra để cải thiện tình hình chơi game trong điều kiện ánh sáng yếu.

Mặc dù về mặt kỹ thuật máy yếu hơn so với Lynx và các đối thủ cạnh tranh, Game Boy có thời lượng pin tuyệt vời, phần cứng chắc chắn và sự phổ biến của Tetris cùng các trò chơi khác đã đem lại nhiều thành công cho Game Boy. Trong hai tuần đầu tiên phát hành ở Nhật là ngày 21 tháng 4 năm 1989, toàn bộ 300.000 máy đã bán ra chỉ một vài tháng sau đó, Game Boy phát hành ở Mỹ vào ngày 31 tháng 7 năm 1989, và 40,000 máy bán hết ngay ngày đầu tiên. Game Boy và Game Boy Color tổng cộng đã bán ra 118.69 triệu máy trên toàn thế giới, với 32.47 triệu máy ở Nhật Bản, 44.06 triệu ở châu Mỹ, và 42.16 triệu ở các khu vực khác. Vào năm tài chính 1997 ở Nhật Bản, trước khi Game Boy Color phát hành vào cuối năm 1998, một mình Game Boy đã bán 64.42 máy trên toàn thế giới. Ngày 14 năm 1994 tại một cuộc họp báo ở San Francisco, Phó chủ tịch tiếp thị của Nintendo, Peter Main, trả lời các câu hỏi về việc Nintendo sắp ra mắt với một hệ máy cầm tay có màu, bằng cách tuyên bố rằng doanh số của Game Boy đủ mạnh để họ quyết định ngừng phát triển một số thiết bị cầm tay kế nhiệm trong tương lai gần.

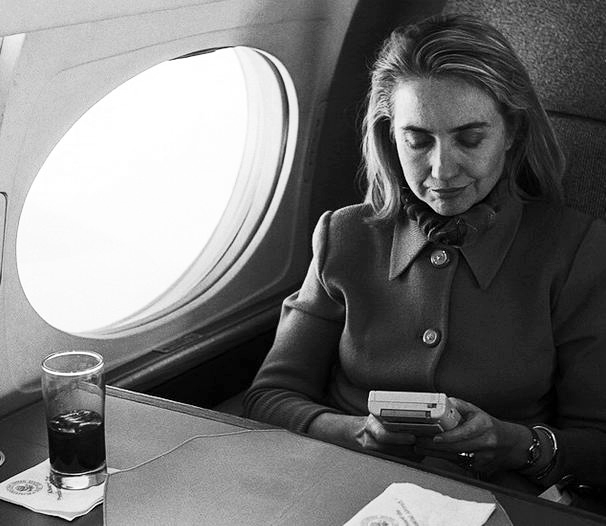
Hillary Clinton sử dụng máy Game Boy năm 1993

Năm 1995, Nintendo of America tuyên bố 46% người chơi Game Boy là nữ, cao hơn tỷ lệ người chơi nữ của cả Nintendo Entertainment System (29%) và Super Nintendo Entertainment System (14%). Năm 2009, Game Boy được giới thiệu là Đồ chơi quốc gia, 20 năm sau khi ra mắt. Đến ngày 06 tháng 6 năm 2011, trò chơi của Game Boy và Game Boy Color đều có mặt trên dịch vụ Virtual Console Nintendo eShop của Nintendo 3DS.
Trong một đánh giá cuối năm 1997, một nhóm bốn biên tập viên Electronic Gaming Monthly đã cho Game Boy điểm số là 7,5, 7,0, 8,0 và 2,0. Sushi-X (người góp phần tạo ra phiên bản 2.0) đã hạ điểm máy do màn hình đen trắng và chuyển động mờ, trong khi ba người đồng đánh giá ca ngợi thời lượng pin dài và thư viện trò chơi mạnh mẽ, cũng như kiểu dáng đẹp, thiết kế tiện lợi bỏ túi, như kích thước của mẫu Game Boy Pocket mới.

### Chỉ mục
- "Game Boy Compact Video Game System Owner's Manual". Nintendo. 1989. DMG-GB-UKV. {{Chú thích tạp chí}}: Chú thích magazine cần |magazine= (trợ giúp)
- Kent, Steven L. (2001). The Ultimate History of Video Games (ấn bản thứ 1). Roseville, CA: Prima Publishing. ISBN 0-7615-3643-4.